# Mehdi Boudar
Mehdi Boudar (Annaba, 2 maart 1980) is een Algerijns voetballer die in zijn thuisland momenteel uitkomt voor USM Annaba. Hij speelde voorheen bij Hamra Annaba, USM Annaba, JSM Béjaïa en sinds de zomer van 2011 opnieuw USM Annaba.